# Raza y apariencia de Jesús

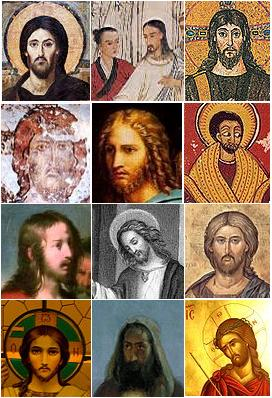
No existe ningún acuerdo académico sobre la apariencia física de Jesús; a lo largo de los siglos, este ha sido representado de muchas maneras.

La raza y apariencia de Jesús ha sido un tema de discusión desde los inicios del cristianismo primitivo. Se han propuesto y debatido varias teorías sobre la raza de Jesús. En la Edad Media, se habían redactado y circulaban varios documentos, generalmente de origen desconocido o dudoso, con detalles de la verdadera apariencia de Jesús. Estos documentos actualmente son considerados como, en su mayoría, meras falsificaciones.
Ha aparecido una amplia gama de representaciones durante los dos milenios posteriores a la muerte de Jesús, a menudo influenciadas por los distintos entornos culturales, las circunstancias políticas del momento y los contextos teológicos. La representación de Jesús en el arte de los primeros siglos del cristianismo estandarizó gradualmente una barba corta como característica. Estas imágenes a menudo se basan en interpretaciones de segunda o tercera mano de otras fuentes espurias y, por lo general, son históricamente inexactas.: 44–45 
En el siglo XIX, se estaban desarrollando teorías de que Jesús no era semita, y los escritores sugerían que era blanco, negro, indio o de alguna otra raza. Sin embargo, como en otros casos de intentar asignarle una raza a individuos bíblicos, estas afirmaciones se han basado principalmente en estereotipos culturales, etnocentrismo y tendencias sociales más que en un análisis científico o con el uso de métodos históricos.: 18 
En el libro de Apocalipsis del nuevo testamento capítulo 1:9-20, Po

## Aparición de teorías raciales

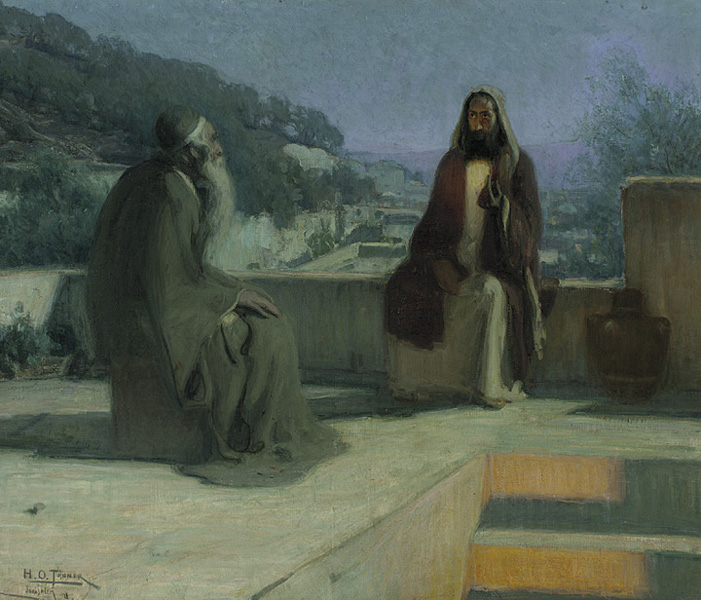
Jesús con Nicodemo, de Tanner, 1899.

## Representaciones artísticas

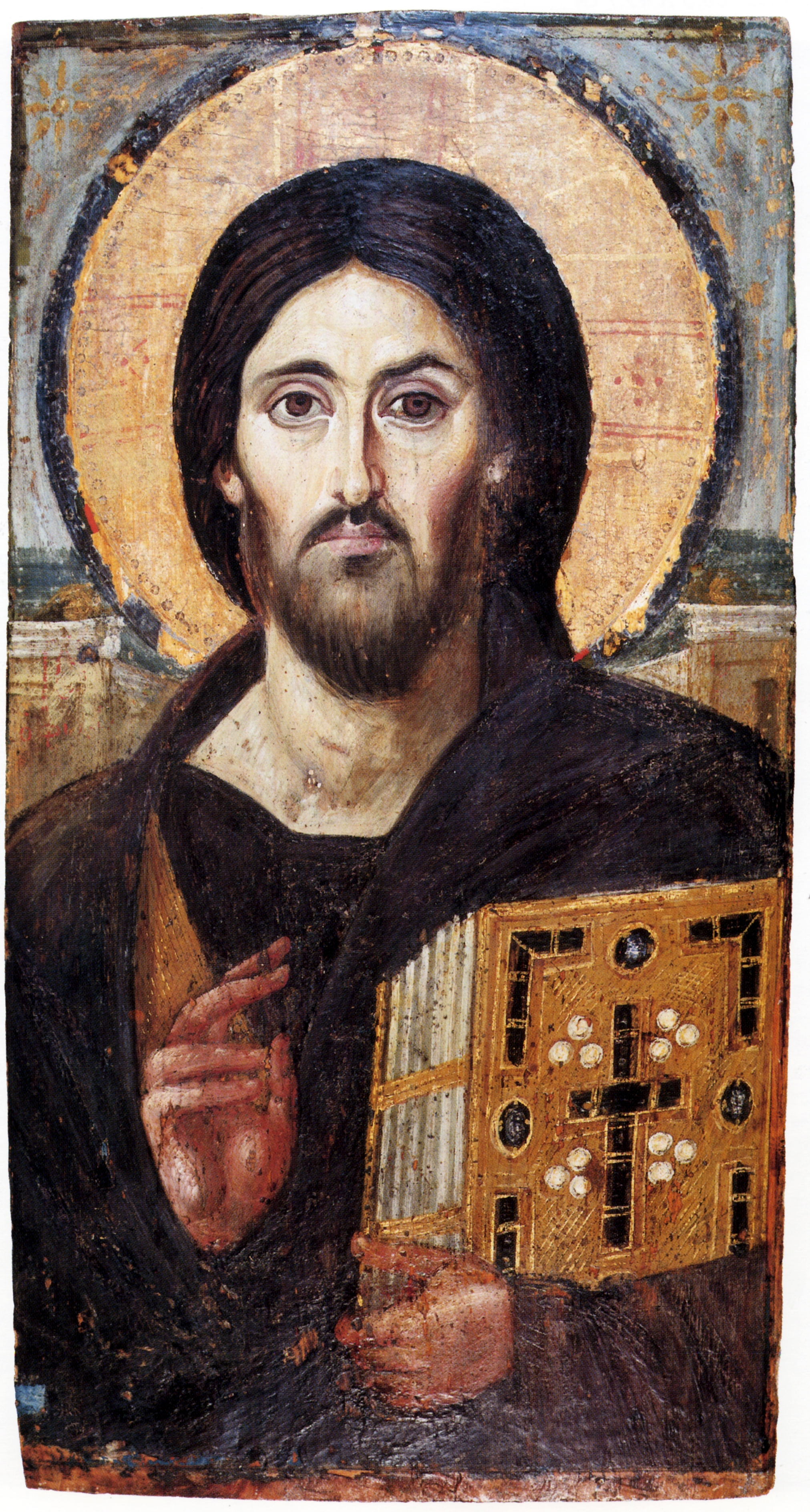
El icono de Cristo Pantocrátor más antiguo que se conserva hasta la fecha, siglo VI, Monasterio de Santa Catalina, Egipto.

## Apariencia histórica
La investigación sobre esqueletos antiguos en Palestina sugiere que los judíos de la época eran biológicamente más cercanos a los judíos iraquíes que a cualquier otra población contemporánea, y, por lo tanto, en términos de apariencia física, la apariencia promedio de un judío de la época cabello sería el castaño oscuro a negro, piel oliva y ojos marrones. Los hombres de Judea de esa época medían en promedio alrededor de 1.7 m de altura.: 58–63  Los eruditos también han sugerido que es probable que Jesús tuviera el cabello corto y llevara barba, de acuerdo con las prácticas judías de la época y la apariencia que poseían los filósofos.: 123–37  Las primeras representaciones de Jesús vistas en las catacumbas romanas lo representan sin vello facial.: 83–121 
Los historiadores han especulado sobre cómo el estilo de vida ascético e itinerante de Jesús y su trabajo como tektōn (en griego antiguo significa artesano, típicamente usado para nombrar a los carpinteros), con el trabajo manual y la constante exposición a la intemperie que ello conlleva, afectó su apariencia. Se ha sugerido que Jesús probablemente poseía una apariencia delgada.

#### En los evangelios

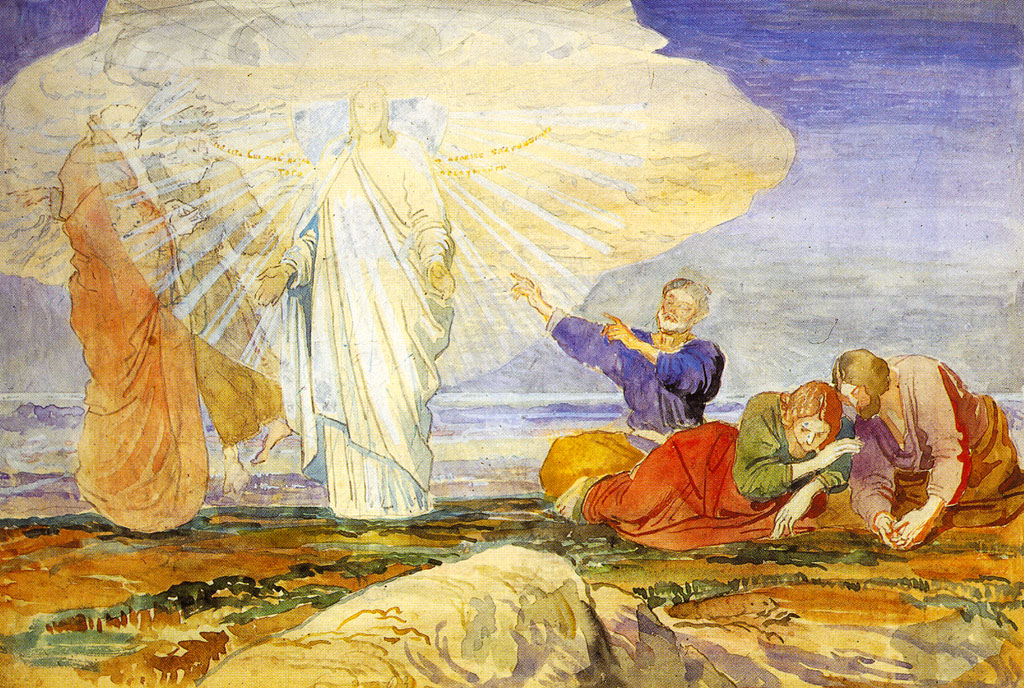
Transfiguración de Alexandr Ivanov, 1824.

### Iglesia primitiva hasta la Edad Media

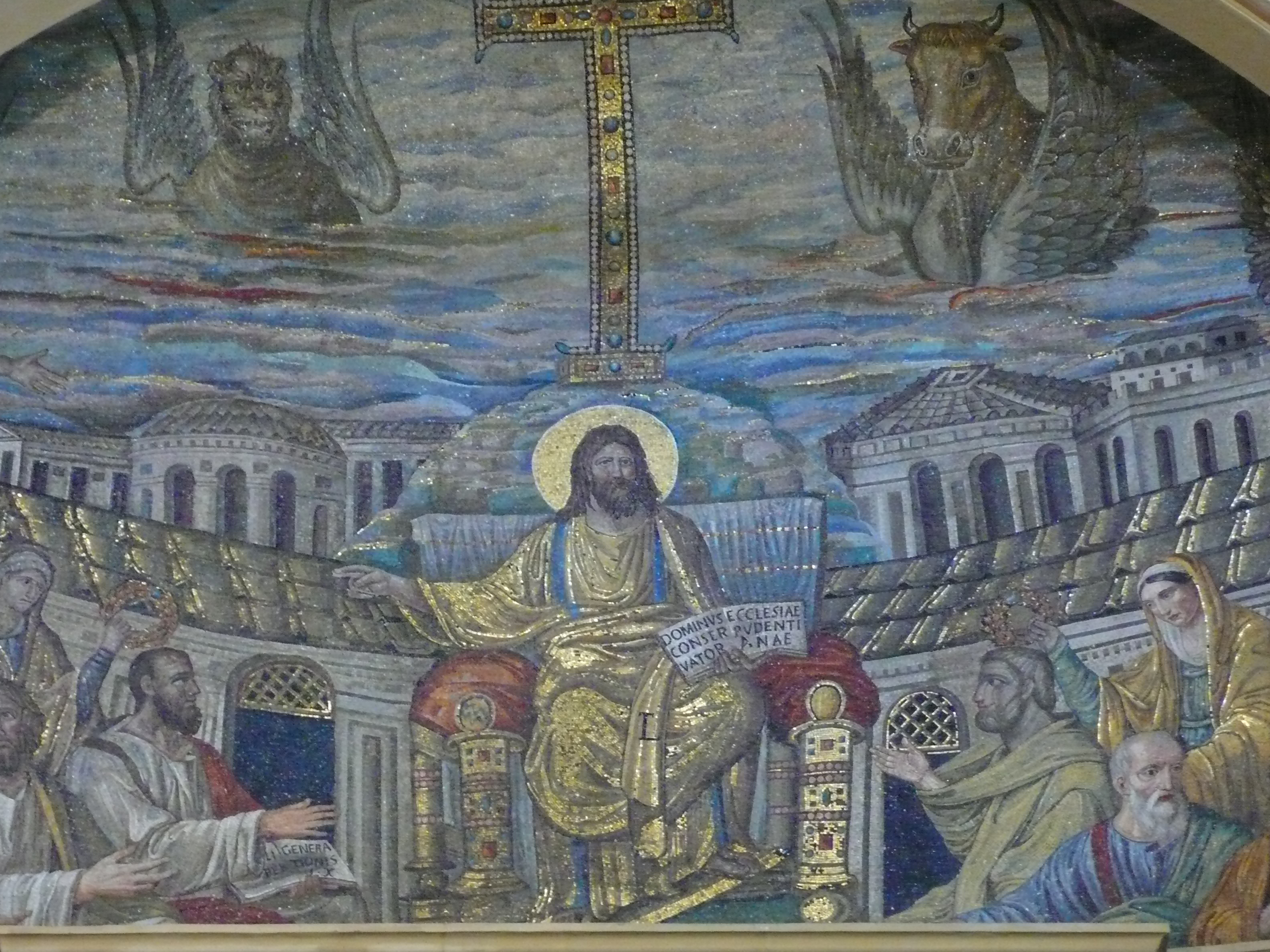
Cristo Pantocrátor en un mosaico romano de la iglesia de Santa Pudenciana, Roma, c. 400–410 d. C. durante el Imperio romano de Occidente.